# Eilema humbloti
Eilema humbloti là một loài bướm đêm thuộc phân họ Arctiinae, họ Erebidae.